# Mosaico Nolla
La cerámica Nolla es la primera cerámica de altas prestaciones producida en España. Introducida desde Inglaterra por el empresario Miguel Nolla a mediados del siglo XIX, consiste en pequeñas teselas geométricas de gres, destinadas a formar complejas composiciones a modo de mosaico, por lo que es comúnmente conocida como mosaico Nolla. 
Se utilizó profusamente en el revestimiento del piso de muchos edificios y construcciones del modernismo valenciano, modernismo catalán y del modernismo en Cartagena y La Unión.

## Características del material

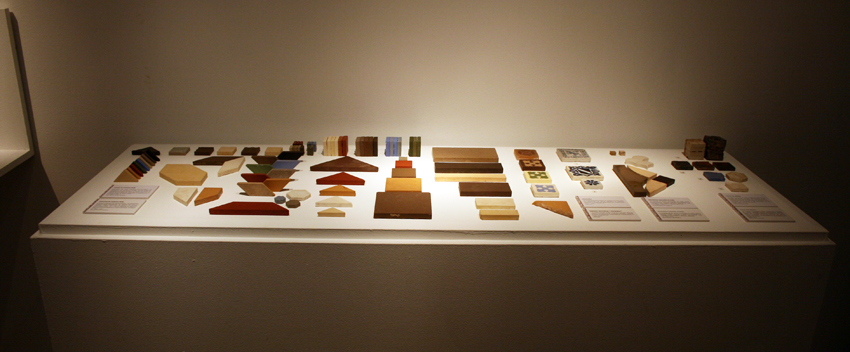
Teselas de cerámica Nolla en la exposición El Legado de Nolla.

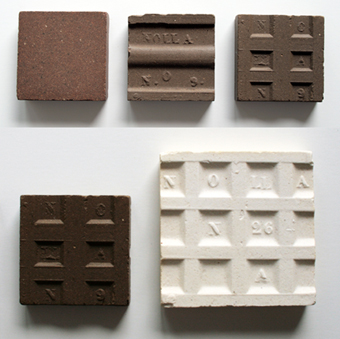
Reverso de teselas Nolla

Se trata de una cerámica de altas prestaciones, el equivalente del gres porcelánico actual, y su producción comercial empezó en 1865.
El procedimiento consiste en la utilización de arcillas pulverizadas, que una vez mezcladas para obtener el color deseado, se prensaban en moldes correspondientes a las diversas formas y tamaños de piezas que se quería conseguir. Dichas piezas se cocían a muy alta temperatura (1250-1300 °C), lo cual provocaba una vitrificación del producto, obteniendo así una tesela de gran resistencia.

## El producto
Mediante esta técnica se producían en masa pequeñas piezas geométricas coloreadas, generalmente monocromas –aunque existan también algunas piezas llamadas encáusticas, constando de un motivo incrustado- con las que se componían mosaicos. Durante la segunda fase de la empresa, correspondiente a Mosaico Nolla S.A., aparecen otros tipos de piezas decoradas, como las olambrillas  o las realizadas mediante la técnica del transfer. Se desarrollan también piezas especiales para esquinas, zócalos, etc.
Durante las primeras décadas, se contaba sorprendentemente con sólo 9 colores: blanco, beige, gris claro, gris medio, marrón, negro, rojo, azul y naranja. El verde se utilizaba en ocasiones muy excepcionales, siendo un color producido bajo pedido. A pesar de ello, el ingenio de los diseñadores permitía crear una infinidad de combinaciones. Posteriormente la gama cromática se fue ampliando, con varias tonalidades de cada color y la aparición del rosa-salmón.
La gran belleza del material, su excepcional resistencia, y la infinidad de posibilidades estéticas que ofrecía este producto le aseguraron un éxito inmediato a escala mundial.

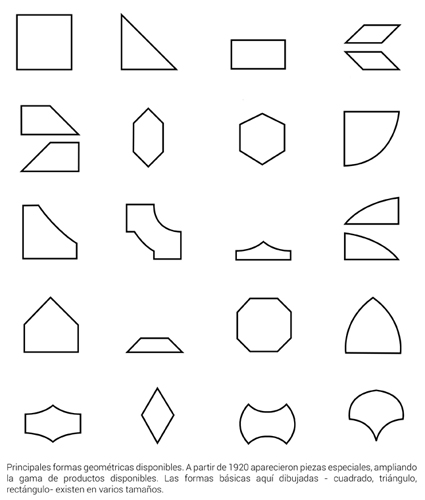
Ejemplos de formas de teselas Nolla.

El mosaico Nolla, a la diferencia de otros tipos de mosaicos como por ejemplo el romano, utiliza piezas geométricas producidas en serie, sin que se requieran cortes para su colocación. El sistema de diseño se basa en la utilización de una red ortogonal, y el uso de formas geométricas generalmente sencillas: cuadrado, triángulo, rectángulo, romboide, etc.
Para generar las distintas dimensiones de las piezas, Miguel Nolla utilizó une cadena geométrica, dividiendo o uniendo formas ya creadas.
Una curiosidad es el hecho de que las teselas de la primera fase de la empresa (1860-1920) tengan medidas en pulgadas, y no en sistema métrico. Esto se debe al origen inglés de esta cerámica, así como de la maquinaria utilizada por el empresario. Así, la tesela más común en los mosaicos originales es el cuadrado de 3,8 cm de lado, y su triángulo asociado.

## Los mosaicos
Con estas teselas se componían mosaicos multicolores, tanto en pavimentos como en fachadas, zócalos, o emblematas.
Existen dos tipos principales de composiciones para pavimentos. El primero consta de un dibujo central, rodeado de una orla que lo enmarca, y una estrecha zona de ajuste entre este conjunto y las paredes, generalmente solucionado con teselas de un mismo color o con damero. Este tipo de diseño, muy frecuente por las evidentes ventajas que conlleva, es conocido como “alfombra”. El segundo cubre la totalidad del suelo de la estancia, y el propio dibujo es cortado por la pared.

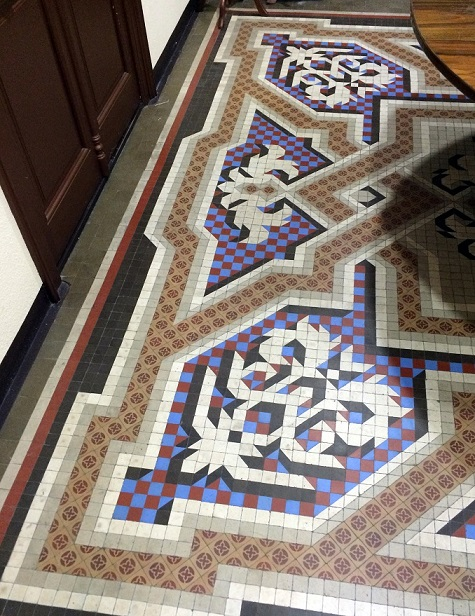
Mosaico Nolla tipo Alfombra en el Palacio Selva (actual Museo Festero de Villena).

En el primer caso, el dibujo central podía ser una composición compleja, o la repetición de un motivo base encontrado en catálogo.
En todo caso la colocación era un aspecto fundamental para la excelencia del resultado, dado que estos mosaicos se concebían como un dibujo continuo, y no admiten la presencia de juntas destacadas que marquen la trama. El conjunto debe parecer unitario, como si de una sola pieza se tratase. Esta perfección de colocación es hoy en día el aspecto más complejo de la restauración de estos mosaicos.

## La empresa
La empresa conoció varias etapas fundamentales. Fundada en 1860 por Miguel Nolla, a la muerte de éste, en 1879, sus hijos prosiguieron con el negocio familiar. En 1920 la empresa es comprada por el Conde de Trenor, y pasa entonces a ser una sociedad anónima.

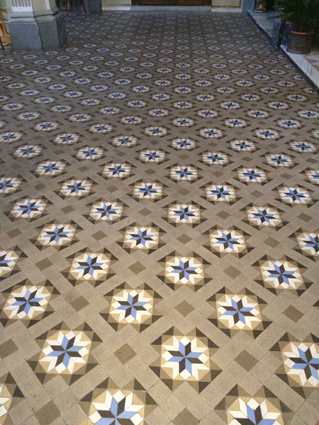
Pavimento de la iglesia de los Santos Juanes de Meliana.

Miguel Nolla importa a España un producto cerámico inglés ya existente, solicitando un privilegio de introducción a S. M. la Reina Isabel II en 1860. Las patentes siguientes muestran una consolidación de la empresa, hasta que la fábrica iniciara oficialmente su producción en marzo de 1865. Desde esta fecha, y hasta 1879, Miguel Nolla estuvo a la cabeza de la empresa. Desde entonces y hasta 1920, sus hijos, Miguel y Luis, se hicieron cargo de la fábrica. Esta etapa se puede definir como la primera fase de la empresa. En 1920, la adquisición del negocio por la familia Trenor, y el cambio de emplazamiento, marcan el inicio de la segunda etapa de la fábrica, pasando de Hijos de Miguel Nolla a Mosaico Nolla S.A.
Debido a su éxito, otras empresas se copiaron de Nolla, como por ejemplo La Alcudiana (La Alcudia) o LLevat (Reus). Pero la complejidad de producción limitó drásticamente la competencia. Por otra parte, se desarrollaron pequeñas fábricas de teselas tipo Nolla en los pueblos cercanos a Meliana, donde se producían piezas hidráulicas del mismo tamaño y color que las originales, pero cuyo coste y calidad eran mucho menores.

## La fábrica
El conjunto fabril original se situaba a las afueras de Meliana (Valencia), en medio de la huerta. En 1920 el cambio de propietario supone también una reubicación de la fábrica, que se instala entonces en el centro del pueblo, pegado a las vías de ferrocarril.
La arquitectura de las primeras instalaciones, todavía visibles, se inspira ampliamente de los modelos ingleses. Los espesos ladrillos, la estética de castillo, la organización alrededor del patio, las imponentes chimeneas, conforman unos edificios impactantes, que debieron suponer una gran sorpresa en la sociedad local, principalmente campesina.
La repercusión económica fue profunda, dado que gran parte de los habitantes de Meliana, pero también de otros municipios cercanos como Almácera o Foyos, trabajaban en la fábrica, o para ella. En su periodo de mayor desarrollo, trabajaron más de 1500 personas en estas instalaciones. Los empleados gozaban de un trato muy bueno para la época, gozando de medidas sociales vanguardistas (reparto de beneficios, premios, educación, etc.) que valieron a Miguel Nolla un reconocimiento internacional.
La fábrica recibió la visita de gran parte de la alta sociedad europea de finales del siglo XIX. Después de visitar las instalaciones y comprobar de primera mano el sistema de producción, podían admirar los mosaicos colocados en el Palauet Nolla, verdadero showroom de la empresa, y pieza clave en la política comercial de Miguel Nolla.

## Los catálogos y dibujos

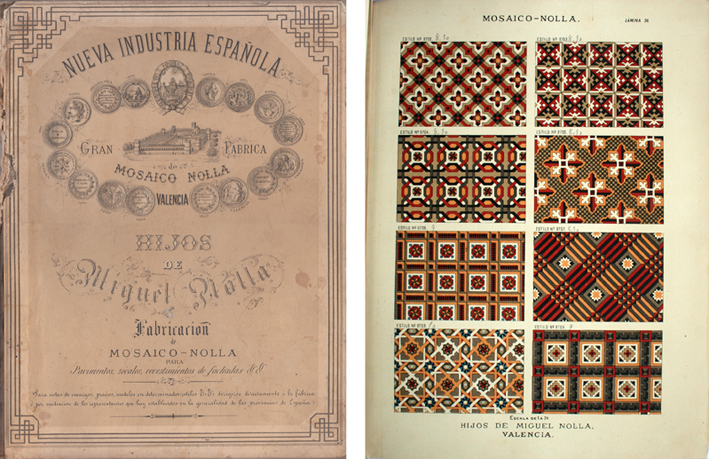
Catálogo de la empresa Hijos de Miguel Nolla.

Hoy en día conocemos los diseños de Nolla a través de tres elementos: los mosaicos existentes, los catálogos, y los dibujos de mosaiqueros o diseñadores.
Existían varias opciones para encargar un mosaico Nolla. La más común consistía en elegir un modelo en catálogo, y comprar en fábrica la superficie necesaria. Los dibujos, si no poseían orla, cubrían la totalidad de la superficie. En el caso contrario se elegía igualmente un motivo de encintado perimetral. Los mosaiqueros podían incluso, a petición del cliente, realizar variantes del diseño base, con el fin de personalizar el pavimento.
Otra posibilidad era, para los encargos más prestigiosos, solicitar al departamento de diseño de la fábrica, que se realizara una propuesta única.
Los catálogos de la primera época de la empresa, y especialmente los de Hijos de Miguel Nolla –por ser los más numerosos- cuentan con una estructura inalterable. Las primeras páginas están dedicadas a los modelos geométricos más sencillos. Conforme se avanza en el catálogo, los motivos se hacen cada vez más complejos, hasta llegar a las últimas páginas en las que podemos ver zócalos, ejemplos de esquinas de pavimentos (representando una cuarta parte del suelo completo), e incluso composiciones de habitaciones completas. Los apuntes realizados en algunos de los catálogos que nos han llegado muestran que los precios varían entre 4 y 20 pesetas, lo cual suponía un precio elevado.
La fábrica facilitaba, como rezan las portadas de sus catálogos, operarios cualificados para la colocación: los mosaiqueros. Si al principio estos mosaiqueros provenían de la propia empresa, parece obvio que con el paso del tiempo fue apareciendo este oficio de forma más extendida, con operarios trabajando por cuenta propia.

## En la actualidad

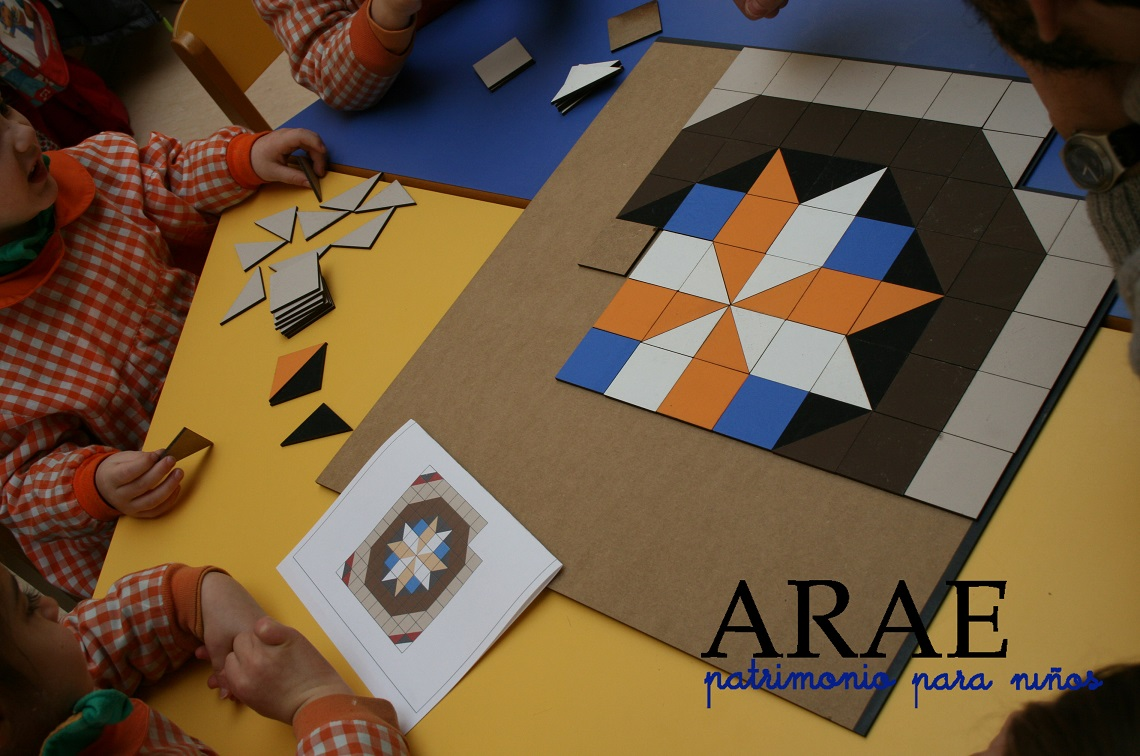
Taller infantil de mosaico Nolla.

En el año 2015, se realizó una serie de actividades destinadas a la difusión de este patrimonio, como fueron los talleres infantiles, la celebración del I Congreso Nacional sobre Cerámica Nolla, la colaboración en la Falla Nou Campanar, o la organización de la exposición “El Legado Nolla. 1865-2015. 150 años de la fábrica de mosaicos” en el Museo Nacional de Cerámica y Artes Suntuarias González Martí.
Asimismo se ha creado el Centro de Investigación y Difusión de la Cerámica Nolla (CIDCeN), institución cuyo objetivo es asesorar, promover y coordinar los trabajos relacionados con estos mosaicos.